# Moncale
Moncale (en cors U Mucale) és un municipi francès, situat a la regió de Còrsega, al departament d'Alta Còrsega. L'any 1999 tenia 201 habitants.

## Demografia
| 1962 | 1968 | 1975 | 1982 | 1990 | 1999 |
| ---- | ---- | ---- | ---- | ---- | ---- |
| 72   | 131  | 162  | 176  | 170  | 201  |

## Administració
| Període | Identitat    | Partit | Qualitat |  |
| ------- | ------------ | ------ | -------- |  |
| 2001-   | Jean Luciani |        |          |  |